# Cesare Siepi
Cesare Siepi (10. února 1923, Milán – 5. července 2010, Atlanta) byl italský operní zpěvák a jeden z nejznámějších basů poválečné éry.

## Hlas
Proslul svým specifickým, příjemným sametovým témbrem (charakteristickým pro italské basso cantate), kterým zvládal mimořádně zvučně celý rozšířený basový rozsah (velké C – fis1). Jeho pravděpodobně nejslavnější rolí byl Don Giovanni v stejnojmenné Mozartově opeře, ale ztvárnil i mnoho jiných výrazných postav (často z repertoáru oper Giuseppe Verdiho).

## Kariéra
V mládí účinkoval v rodném městě v madrigalové skupině. V opeře debutoval rolí Sparafucila, ale jeho kariéru přerušila válka. V padesátých letech jeho sláva raketově vystoupala. Ztvárňoval hlavní basové postavy v Metropolitní opeře, často hostoval ve Vídni.
Jeho dlouhá kariéra byla formálně skončena až roku 1989.